# 테러리스트 (1995년 영화)
"테러리스트"는 1995년에 개봉한 대한민국의 액션 느와르 영화이다. 김영빈이 감독하였고 최민수 등이 주연으로 출연하였으며 임충렬 등이 제작에 참여하였다.

## 캐스팅
- 최민수 : 오수현 순경 역
- 이경영 : 오사현 경감 역
- 염정아 : 황채은 기자 역
- 허준호 : 상철 역
- 독고영재 : 임태호 역
- 유오성 : 점표 역
- 정진영 : 달선 역
- 이기영 : 춘우 역
- 윤문식 : 문 형사 역
- 명계남 : 형사부장 역
- 이석구 : 현장 소장 역
- 민경진 : 한경수 경장 역
- 강용규 : 덕구 역
- 이성훈 : 용수 역
- 김찬구 : 사회부장 역
- 박동현 : 홍 상무 역
- 안진수 : 박 사장 역
- 김승대 : 경호원 역
- 서희승 : 경찰서장 역
- 이승훈

## 스태프
- 원작자: 이현세
- 제작실장: 김현택
- 제작부장: 조성연
- 제작부장: 이관학
- 제작부: 박창준
- 제작부: 조원장
- 기획진행: 김윤종
- 기획진행: 이화주
- 촬영부: 고수복
- 촬영부: 오현제
- 촬영부: 지길웅
- 촬영부: 김기환
- 조명: 임재형
- 조명부: 최성원
- 조명부: 조성각
- 조명부: 이철오
- 조명부: 고낙선
- 조명부: 이형민
- 조감독: 민병진
- 조감독: 이종신
- 조감독: 최진호
- 조감독: 소현
- 녹음: 이병하
- 미술: 강승용
- 미술팀: 김일규
- 미술팀: 공기정
- 미술팀: 강경미
- 세트: 조융삼
- 소품: 정민영
- 소품팀: 전정호
- 소품팀: 채승용
- 특수분장: 허석도
- 특수효과: 김철석
- 특수효과: 김태용
- 분장: 김찬주
- 분장: 서아영
- 의상: 추미리
- 네가편집: 함성원
- 네가편집: 이수연
- 무술지도: 정두홍
- 무술감독: 황춘수
- 음향부문: 강대성
- 녹음부: 한철희
- 음향부문: 김용훈
- 마케팅부문: 김화
- 운송: 신순식
- 스턴트: 한학윤
- 옵티컬: 윤종두
- 자막촬영: 주광동
- 발전차: 김요한
- 포스터: 오형근
- 녹음부: 임동석
- 마케팅부문: 이지원
- 운송: 정진우
- 발전차: 김용원
- 녹음부: 조성민
- 마케팅부문: 류은주
- 운송: 이종혁
- 발전차: 김태곤
- 녹음부: 이지수
- 효과: 양대호
- 효과: 이승철
- 효과: 오기삼

## 수상
- 1995년 제16회 청룡영화상
  - 남우주연상 - 최민수
  - 남우조연상 - 허준호
- 1996년 제19회 황금촬영상
  - 제작공로상 - 임충열
  - 조명상 - 임재형
  - 촬영상(은상) - 신옥현
- 1996년 제34회 대종상
  - 남우주연상 - 최민수
  - 조명상 - 임재형
  - 촬영상 - 신옥현
  - 편집상 - 박순덕